# Óloro
Óloro, padre del historiador Tucídides, hermano de Cimón e hijo de Milcíades y Hegesípila, era ateniense del demo de Alimunte. 
Se dudó, por su nombre tracio, por la posteridad, de que no hubiera tenido por nacimiento la ciudadanía ateniense, pero de no ser así tampoco la habría tenido su hijo Tucídides. El razonamiento de que la nacionalidad de una persona está indicada por su nombre extranjero no se sostiene y los atenienses tenían la certeza de que Óloro era ateniense del demo de Halimunte.
La tradición no nos habla más de Óloro.
Pericles hizo aprobar por la Asamblea ateniense la ley sobre el derecho de ciudadanía en el 451 a. C., que estipulaba que si un ciudadano se casaba con la hija de un extranjero (meteco) sus descendientes nunca obtendrían el derecho a la ciudadanía. Y una mujer, hija de ciudadano ateniense, casada con un extranjero nunca podría conferir a sus hijos la ciudadanía ateniense.
Además Tucídides nació antes de esa fecha.
- Datos: Q511862